# 圆斑臭蛙
圆斑臭蛙（学名：Odorrana rotodora），一种分布于中华人民共和国云南省南部地区的两栖动物，隶属于蛙科臭蛙属。模式产地为云南省瑞丽市。

## 形态特征
圆斑臭蛙雄蛙体长47～55毫米，雌蛙体长86～97毫米。皮肤光滑。身体背部呈绿色、绿黄色或灰棕色等，一般具有棕黑色圆斑或椭圆斑块；四肢背面有不规则黑斑纹；身体腹面为乳白色或乳黄色，股后部有密集的云状斑。